# 弱哥德巴赫猜想

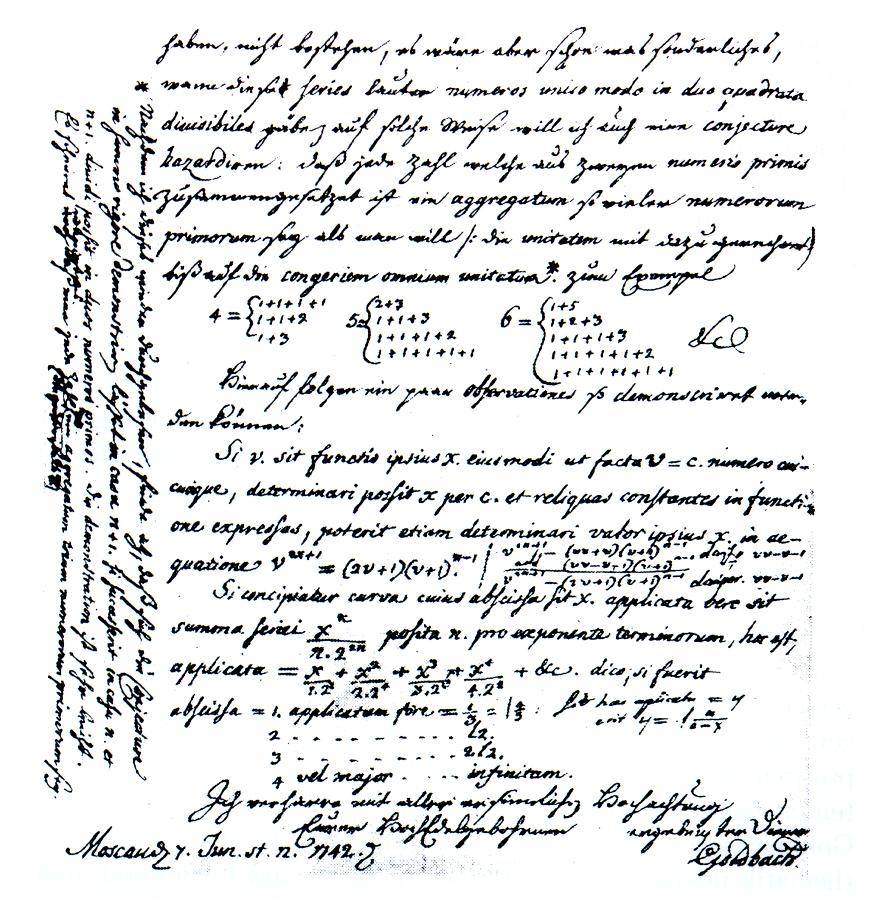
普鲁士數學家克里斯蒂安·哥德巴赫与瑞士数学家莱昂哈德·欧拉的通信

弱哥德巴赫猜想（英語：Goldbach's weak conjecture），又称为奇数哥德巴赫猜想（英語：odd Goldbach conjecture）、三素数问题（英語：3-primes problem），其表述为：
任一大于5的奇数都可以表示为三个素数之和。
如果“強”哥德巴赫猜想成立，便可以推出此猜想，故这一猜想被称为“弱”哥德巴赫猜想。（强哥德巴赫猜想成立意味着大于等於4的偶数都可表示为两个素数之和，再加上3就可以使大于等於7的奇数表示为三个素数之和）
2013年5月13日，法国国家科学研究院和巴黎高等师范学院的数论领域的研究员哈洛德·賀歐夫各特，在线发表两篇论文宣布彻底证明了弱哥德巴赫猜想。哈洛德·賀歐夫各特在文章“Minor arcs for Goldbach's problem”中，给出了指数和（ exponential sum）形式的一个新界。在文章“Major arcs for Goldbach's theorem”中，哈洛德·賀歐夫各特综合使用了哈迪-利特伍德-维诺格拉多夫圆法（主要工具是傅里叶分析，创建了一个周期函数，其范围包括所有素数），筛法和指数和等传统方法，把下界降低到了1030左右，哈洛德·賀歐夫各特的同事大衛·普拉特用计算机验证在此之下的所有奇数都符合猜想，从而完成了弱哥德巴赫猜想的全部证明。

## 研究史
1923年，英国数学家哈代与李特尔伍德证明，假设广义黎曼猜想成立，弱哥德巴赫猜想对充分大的奇数是正确的。
1937年，苏联数学家伊万·维诺格拉多夫（Ivan Vinogradov）更进一步，在无需广义黎曼猜想的情形下，直接证明了充分大的奇数可以表示为三个素数之和，被称为维诺格拉多夫定理。不过由于维诺格拉多夫的证明使用了西格尔－瓦尔菲施定理（Siegel–Walfisz theorem），因而无法给出“充分大”的界限。他的学生博罗兹金（K. Borozdin）于1939年确定了一个“充分大”的下限：{\displaystyle 3^{14348907}}。然而这一数字有6,846,169位，要验证比该数小的所有数是完全不可行的。
法国数学家奥利维耶·拉马雷（Olivier Ramaré）于1995年证明，不小于4的偶数都可以表示为最多六个素数之和。而莱塞克·卡涅茨基（Leszek Kaniecki）则证明了在黎曼猜想成立的前提下，奇数都可表示为最多五个素数之和。2012年，陶哲轩在无需黎曼猜想的情形下证明了这一结论。
1997年，戴舍尔（Deshouillers）、埃芬格（Effinger）、特里尔（te Riele）与季诺维也夫（Zinoviev）证明，在广义黎曼猜想成立的前提下弱哥德巴赫猜想是完全成立的。这一结果由两部分构成，其一是证明了大于{\displaystyle 10^{20}}时弱哥德巴赫猜想成立，而小于此数的情况则由计算机验证得到。
2002年，香港大学的廖明哲与王天泽把“充分大”的下限降至{\displaystyle n>e^{3100}\approx 2\times 10^{1346}}。不过这仍然超出了计算机验证的范围（计算机仅对{\displaystyle 10^{18}}以下的数验证过强哥德巴赫猜想，弱哥德巴赫猜想的验证范围比此略多）。不过这一下限已经足够小，使得比其小的单个奇数都可以用现有的素性测试来验证，如椭圆曲线素性测试已被用来验证多达26,643位数的素性。
2012 年和 2013 年，秘鲁数学家哈洛德·贺欧夫各特发表了两篇论文，改进了大弧和小弧估计，足以无条件证明弱哥德巴赫猜想。